# BMW M8
La  BMW M8 è un'autovettura di lusso ad alte prestazioni prodotta dalla casa automobilistica tedesca BMW a partire da agosto del 2019. Si tratta della versione di punta della gamma della Serie 8.

## Origini e contesto
La M8 inizialmente venne progettata e sviluppata ad inizio anni 90 come prototipo sulla base della BMW E31 dal reparto sportivo BMW M, per sostituire la vecchia BMW M6.
Concepita come concorrente della coeva Ferrari 550 Maranello, era equipaggiata con una versione elaborata del motore BMW S70, con modifiche che riguardavano l'aumento della cilindrata a poco più di 6 litri, doppio albero a camme in testa per ciascuna bancata, corpi farfallati singoli per ogni cilindro, distribuzione a quattro valvole per cilindro, collettori di aspirazione in fibra di carbonio e fasatura variabile delle valvole. Questi cambiamenti portarono ad una potenza stimata di 471 kW (640 CV) e ad una coppia è 650 Nm, che le avrebbero permesso di raggiungere una velocità massima di circa 198 mph (318 km/h).
L'auto montava una carrozzeria con kit aerodinamico apposito ed era dotata di due prese d'aria sugli archi passaruota posteriori per il raffreddamento del radiatore dell'olio del motore e del differenziale. Inoltre erano state allargate le carreggiate e i freni anteriori furono potenziati. L'interno rispetto alle altre E31 venne completamente spogliato ed era caratterizzato da sedili avvolgenti, dalla presenza della strumentazione aggiuntiva per la pressione dell'olio, la temperatura dell'olio e la temperatura dell'acqua. Il telaio della M8 fu irrigidito attraverso l'adozione di un rinforzo nel montante centrale per incrementarne la rigidità strutturale.
Altre modifiche si concentravano sulla carrozzeria con un nuovo paraurti anteriore, nuovi specchietti retrovisori esterni, parafanghi più svasati, uno sfogo d'aria calda sulla sommità del cofano motore e la rimozione dei classici fari a scomparsa con la fanaleria anteriore che venne integrata nel paraurti. Il peso dell'auto fu oggetto di una importante riduzione arrivando a toccare circa 1450 chilogrammi, grazie a varie componenti ed elementi realizzati anziché in lamiera in plastica rinforzata con fibra di vetro (come il cofano, le portiere e il cofano del bagagliaio), utilizzando cerchi in lega da 17 pollici con un particolare rivestimento in fibra di carbonio, rimuovendo i sedili posteriori e sostituendo i vetri dei finestrini con il Lexan. Il serbatoio dell'olio venne spostato dal vano motore nel bagagliaio per ottimizzare il bilanciamento dei pesi, con i tubi dell'olio che vennero fatti passati attraverso il tetto dell'auto.

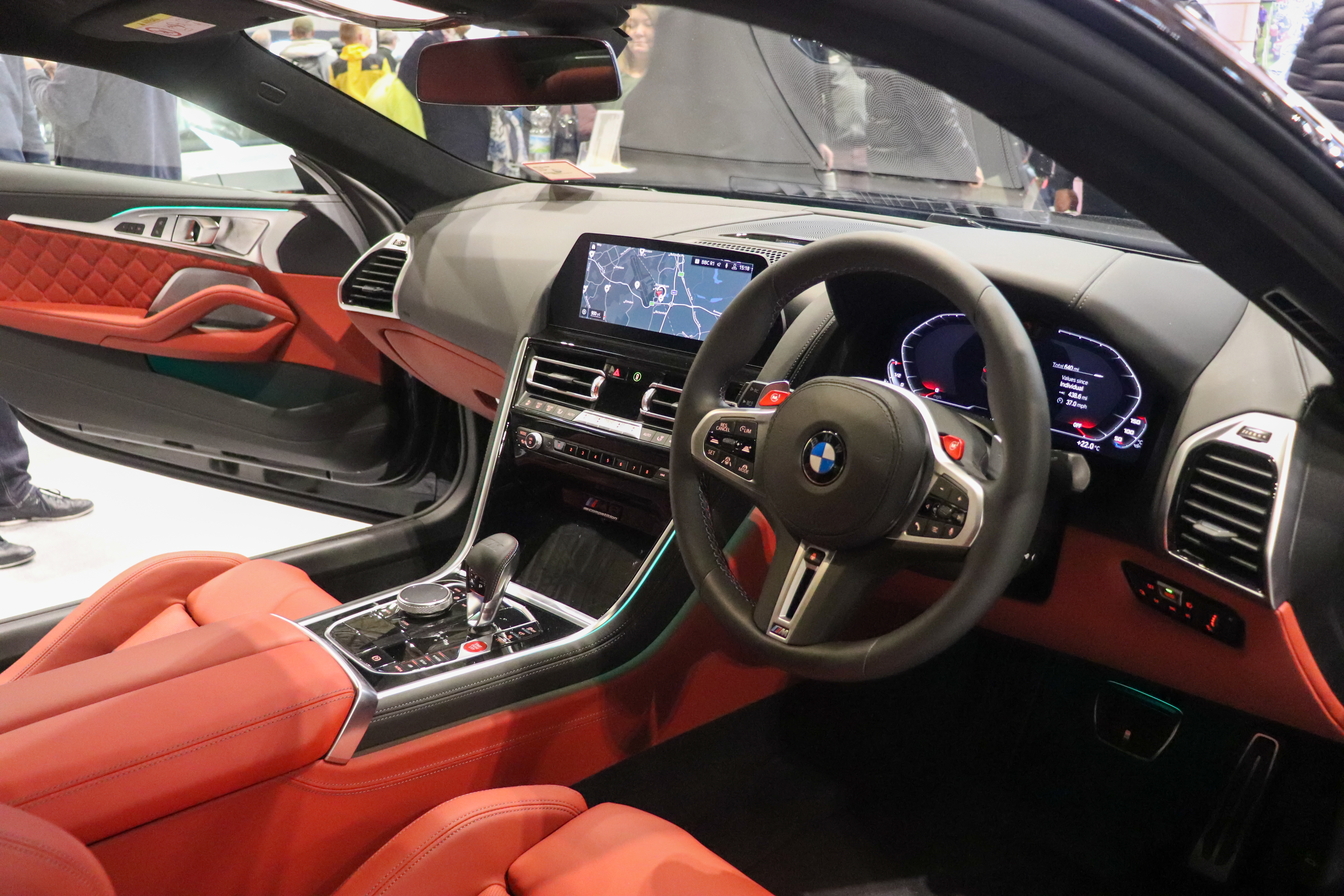
Interni

Il progetto alla fine non fu mai realizzato e presentato al pubblico, venendo scartato e abbandonato perché i vertici BMW dell'epoca decisero che non c'era mercato per questo genere di vetture e di conseguenza non vi era la possibilità di vendere una variante ad alte prestazioni della Serie 8 E31, principalmente a causa della crisi economica scoppiata ad inizio anni '90. Della vettura vennero realizzati due prototipi, l'unico prodotto e sopravvissuto venne custodito dalla BMW nel Giftschrank, un deposito aziendale. In seguito a vari rumor e speculazione sulla sua reale esistenza, l'auto venne presentata ufficialmente per la prima volta solo vent'anni più tardi davanti a dei giornalisti di settore, durante un evento stampa il 2 luglio 2010 al Museo BMW di Monaco di Baviera.

## Sviluppo e debutto

M8 Gran Coupé Concept

Nel 2017 la BMW per sostituire la BMW M6 ha riportato in auge la sigla M8, svelando al salone di Francoforte la vettura da competizione M8 GTE (una prima volta per la BMW, poiché il marchio introduce sempre per prima la versione di produzione e poi quella da corsa), che ha sostituito la BMW M6 GTLM alla fine della stagione 2017 nell'IMSA WeatherTech SportsCar Championship. 
Nel frattempo nel maggio 2017 ha debuttato al Nürburgring un prototipo quasi definitivo; altri prototipi camuffati dell'M8 sono stati avvistati durante dei test nell'agosto 2017. Al Salone di Ginevra 2018 la BMW ha presentato la M8 Gran Coupé Concept, una concept car che anticipava la futura M8 stradale.
Lo sviluppo dell'M8 è continuato nel 2018, quando per delle prove sono stati messi a disposizione della stampa specializzata dei prototipi preserie. L'auto in veste definitiva è stata svelata durante un evento online il 4 giugno 2019 nella variante ad alte prestazioni denominata "Competition" in carrozzeria coupé (nome in codice F92) e cabrio (nome in codice F91), con la produzione che è iniziata ad agosto 2019. In seguito nell'ottobre 2019 ha debuttato la variante di carrozzeria berlina a 4 porte (nome in codice F93) commercializzata come "Gran Coupe". L'M8 è spinta dal motore V8 biturbo BMW S63 condiviso con la BMW M5 F90.

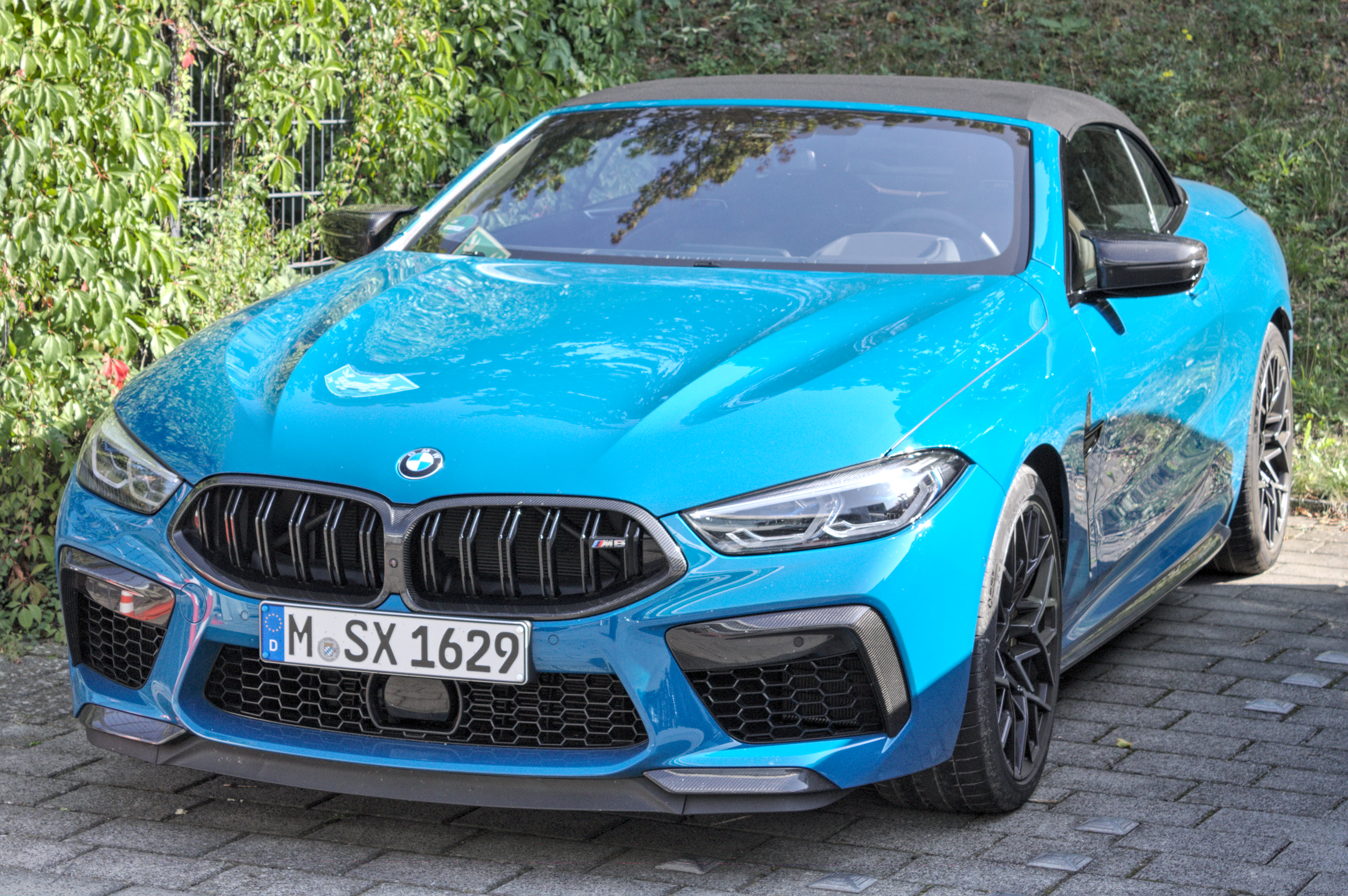
M8 Convertible Competition

## Tecnica e meccanica
L'M8, basata sul pianale BMW CLAR, monta un sistema sospensivo a quadrilateri all'avantreno e del tipo multilink a 5 leve al retrotreno. Di serie sono disponibili gli ammortizzatori adattivi a controllo elettronico. Su tutte le varianti la trazione è integrale (chiamata xDrive), dotata di un sistema che ha la capacità di disaccoppiare l'asse anteriore rendendo di fatto l'auto solamente a trazione posteriore, caratteristica condivisa con la M5.
L'M8 è alimentata dal motore V8 biturbo BMW S63, condiviso con i modelli M5, X5M e X6M. Questo propulsore sviluppa sulla M8 standard una potenza di 441 kW (600 CV) erogati a 6000 giri/min e 750 Nm di coppia, mentre sulla M8 Competition la potenza aumenta a 460 kW (625 CV) a 6000 giri/min, mentre la coppia rimane invariata. L'unica trasmissione disponibile per l'M8 è un cambio automatico ZF 8HP76 con convertitore di coppia a 8 marce, chiamato dalla BMW "M-Steptronic".

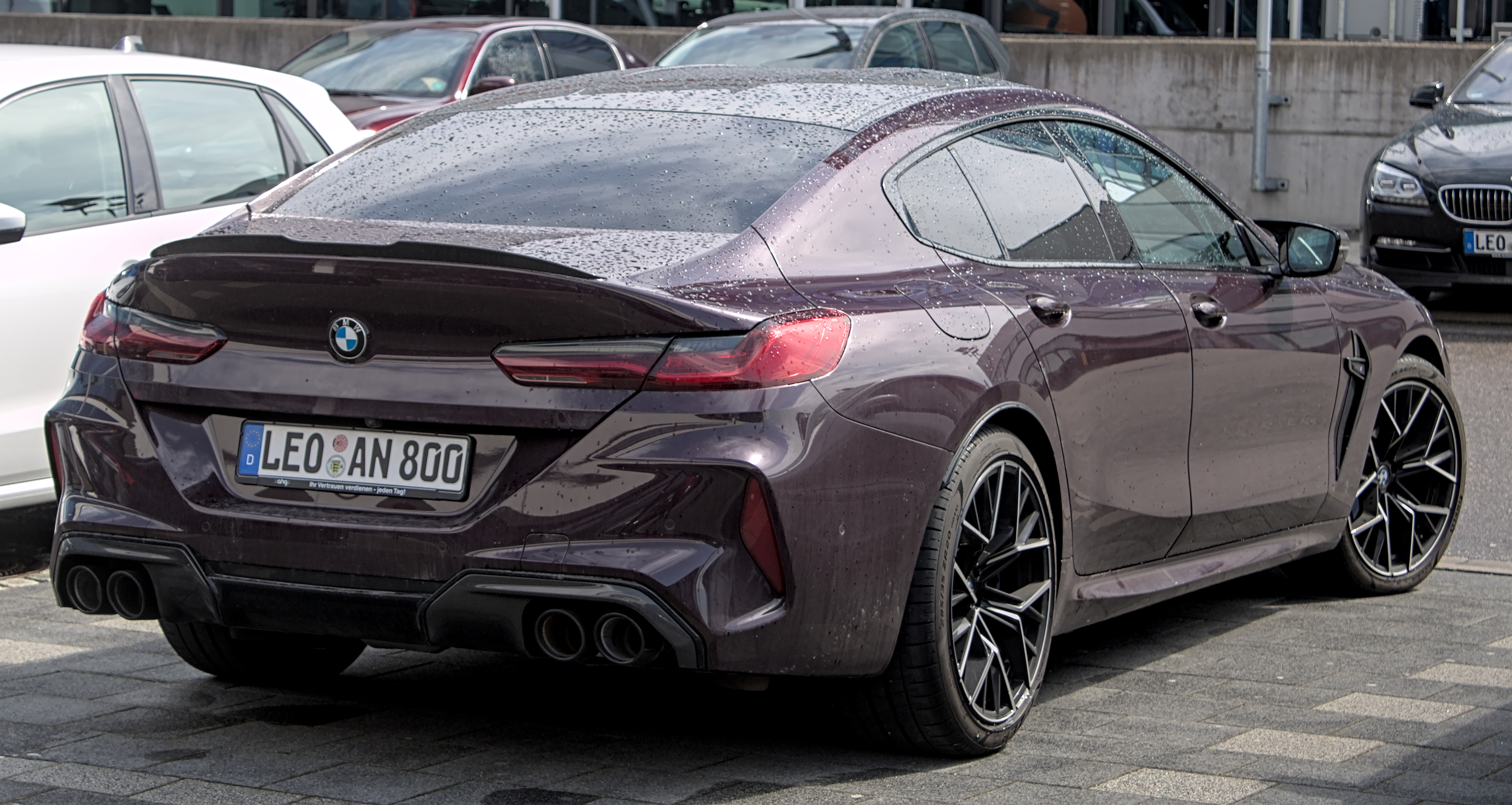
M8 Gran Coupe

I freni, che sono dotati di un sistema drive by wire senza un collegamento fisico e meccanico tra il pedale e il circuito idraulico che aziona le pinze, di serie sono costituiti da dischi in acciaio, mentre quelli carboceramici sono optional. Inoltre la versione "M8 Competition" presente alcune peculiarità esclusive per questa versione, tra cui oltre a una maggiore potenza del motore, un generale irrigidimento dell'assetto e supporti motore rinforzati. Sulla M8 è disponibile come optional il pacchetto M Performance, che include il volante sportivo, varie parti sia della carrozzeria che degli interni in fibra di carbonio, minigonne laterali, cerchi specifici e uno spoiler posteriore più grande.
A livello prestazionale, la M8 Coupé accelera da 0 a 100 km/h di 3,3 secondi (3,2 la Competition), da 0 a 200 km/h di 10,8 secondi (10,6 secondi per la M8 Competition) e ha una velocità massima limitata elettronicamente di 250 km/h. Quest'ultima può essere aumentata a 305 km/h aggiungendo il pacchetto M Driver, che include inoltre anche pneumatici più performanti per migliorare la tenuta di strada alle alte velocità.

## Restyling 2022

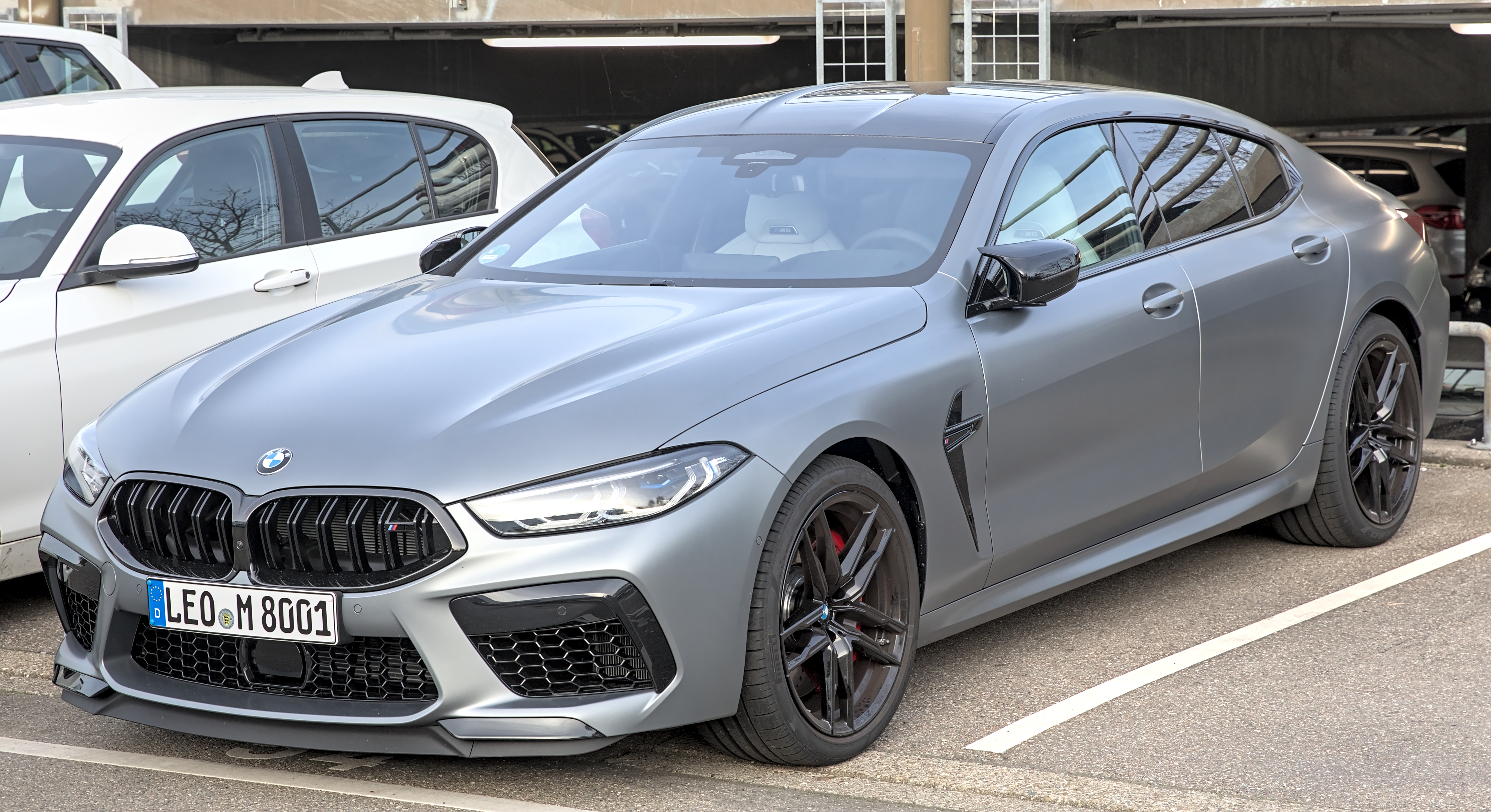
M8 Gran Coupé

Il 26 gennaio 2022 la BMW ha presentato il restyling della M8. All'esterno su tutte le versioni sono presenti dettagli e finiture in nero lucido, vengono introdotti nuovi gruppi ottici con tecnologia laser, nuovi cerchi in lega da 20” e pneumatici maggiorati (275/35 R 20 all'avantreno e 285/35 R 20 al retrotreno). Inoltre sono disponibili nuove colorazioni per la carrozzeria. 
Gli interni ricevono un nuovo display per la console centrale da 12,3” rispetto ai 10,25” del modello precedente, nuove finiture e rivestimenti in pelle e Alcantara. A livello meccanico sulla M8 restyling la BMW è intervenuta solo sulla taratura delle sospensioni, con una messa a punto specifica e differente sull'assetto per la coupé, la cabrio e la berlina. 

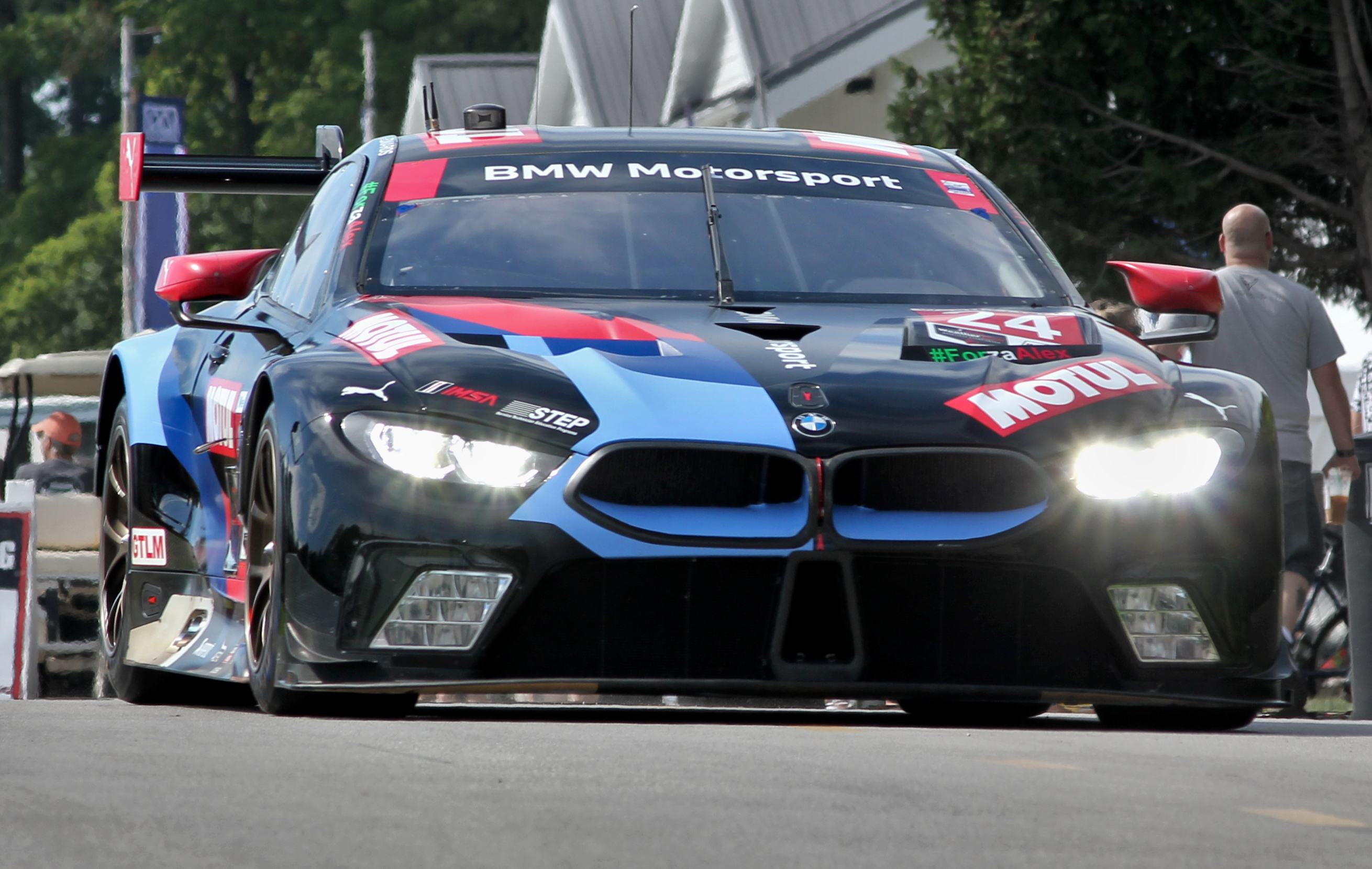
M8 GTE

## Attività sportiva

### M8 GTE
La versione da corsa della M8, chiamata M8 GTE, è stata presentata al Salone di Francoforte 2017. L'auto ha esordito al WeatherTech SportsCar Championship 2018 e al FIA WEC 2018, segnando il ritorno della BMW alle gare di durata dopo 6 anni di assenza.

### M8 Safety car
Nel 2019, durante il Gran Premio d'Austria della MotoGP, ha debuttato una versione speciale della M8 Competition, che è stata realizzata e utilizzata come safety car ufficiale, sostituendo la M5 Safety Car, della MotoGP.